# E651
La ruta europea E651 és una carretera que forma part de la Xarxa de carreteres europees. Comença a Altenmarkt im Pongau (Àustria) i finalitza a Liezen (Àustria). Té una longitud de 54 km. Té una orientació d'oest a est.